# Estação Puerta del Sur
Puerta del Sur é uma estação da Linha 10 e  da Linha 12 do Metro de Madrid.